# Parque Nacional Jomfruland
O Parque Nacional Jomfruland (em norueguês:  Jomfruland nasjonalpark) é um parque nacional em Kragerø, Telemark, na Noruega. Jomfruland cobre uma área de 117 km2 (45 sq mi)   incluindo as ilhas de Jomfruland e Stråholmen. Cerca de 98% da área do parque é no mar. O parque foi inaugurado em 16 de dezembro de 2016.